# Points de vue initiatiques
Points de vue initiatiques (typographié Points de Vue Initiatiques par l'éditeur) est le nom de la revue trimestrielle de la Grande Loge de France.
Prenant la suite en 1965 du « Bulletin intérieur de la Grande Loge de France » elle prend son format actuel en 1971.
Elle propose chaque trimestre aux francs-maçons comme au grand public des articles principalement rédigés par des membres de la Grande Loge de France autour d'une thématique centrale représentative de leurs travaux en loge et pouvant aller par exemple de l’histoire de la franc-maçonnerie à travers le monde à celle des philosophies traditionnelles.

## Historique
La revue « Points de vue initiatiques » succède en même temps à la revue « Le symbolisme » fondée notamment par Oswald Wirth en 1912 et au bulletin intérieur de la Grande Loge de France qui avait pris en 1948 le titre « Cahiers de la Grande Loge de France » .
Son numéro 0 parait en 1958, mais c'est en 1965 qu'elle adopte une formule qu'elle conserve depuis, autour d'une ligne éditoriale sous forme d'espace de rencontre de la tradition maçonnique, mais également des principaux courants culturels ou spirituel.
Après son numéro 20, de février 1970, PVI change une première fois de maquette et passe du 21 × 27 au format « petite revue » (14,8 x 21). Le sous-titre initial « Cahiers de la Grande Loge de France » disparaît en 2003. Depuis sa création, la revue a connu en tout 11 maquettes différentes, la dernière datant de 2018.
Dans les premiers numéros, tous les articles étaient anonymes, sauf ceux rédigés par les grands maîtres successifs. Ils ne seront signés qu'à partir du numéro 30, paru au premier trimestre 1986.